# Art de l'évasion

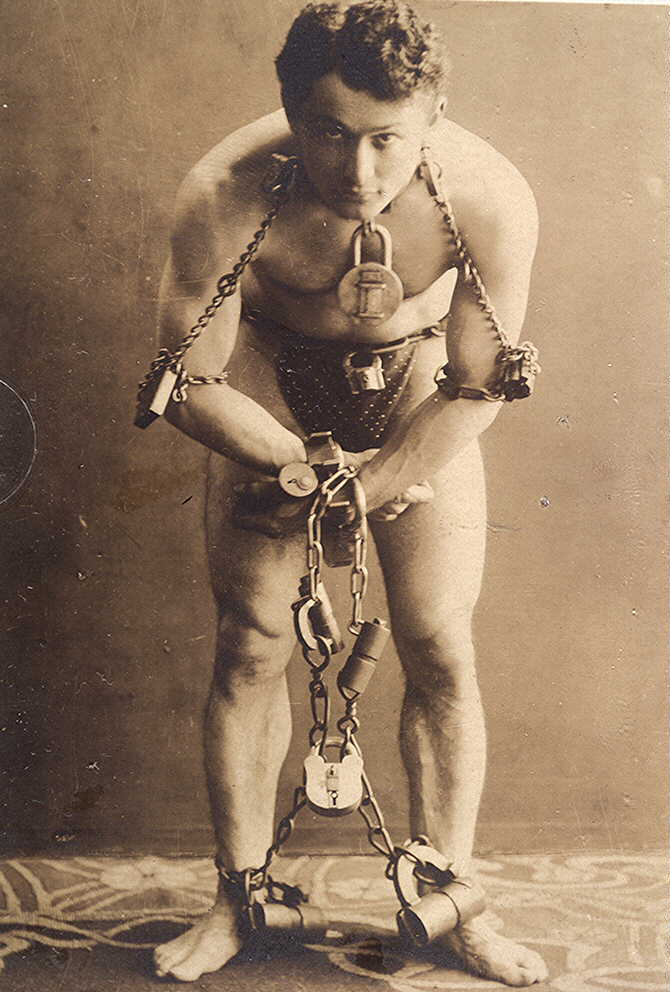
Harry Houdini, maître dans l'art de l'évasion

L’art de l'évasion ou escapologie est, en prestidigitation, l'art de se défaire de toutes sortes d'entraves (coffre, cordes, chaînes…).

## Exploits
Souvent présentés dans des spectacles d'illusionnistes, les tours d'évasion demandent de grandes qualités de souplesse et de force. Cet art de l'évasion est immortalisé par Harry Houdini capable de s'évader d'une malle remplie d'eau fermée et enchaînée.
Tous les plus grands magiciens ont à leur répertoire au minimum un tour d'évasion. David Copperfield par exemple, en a toujours un par spectacle. Une composante essentielle de l'évasion est d'y intégrer un sentiment d'urgence. L'artiste escapologiste est, par exemple, attaché à des rails et le train doit arriver deux minutes plus tard (Lance Burton). Banachek, Criss Angel ou encore David Blaine se sont fait enterrer vivants avant de s'échapper.
Des femmes pratiquent cette discipline à l'instar de Cynthia Morrison.
Il existe aux États-Unis un congrès de l'art de l'évasion où se rassemblent les escapologistes américains. À l'occasion de ce congrès, ceux-ci se lancent des défis d'évasions. L'initiateur de ce congrès (le cannonball) est l'artiste magicien escapologiste Jay Leslie.

## Risques
Ce style d'exploit requiert une parfaite maîtrise de la technique et demeure très risqué, le moindre incident pouvant conduire au drame ; ainsi Joseph W. Burrus dit « Amazing Joe », un illusionniste amateur américain de 32 ans mourut asphyxié le 30 octobre 1990 à Fresno (Californie) lorsque la caisse en plastique dans laquelle il s'était fait enfermer enchaîné s'est écrasée sous le poids du béton qui la recouvrait,. Plus récemment, un escapologue indien, Chanchal Lahiri, enchaîné et plongé dans le Gange, s'est noyé en 2019.

## Personnages de fiction
Il y a également au moins deux héros de bande dessinée escapologistes : Mister Miracle de Jack Kirby, inspiré par le dessinateur Jim Steranko, et Yorick Brown, le personnage central de la série Y, le dernier homme de Brian K. Vaughan.